# Sarcophaga ornatijuxta
Sarcophaga ornatijuxta is een vliegensoort uit de familie van de dambordvliegen (Sarcophagidae). De wetenschappelijke naam van de soort is voor het eerst geldig gepubliceerd in 1995 door Richet, Pape, Blackith & Blackith.